# Opération Tiger Claw
L'opération Tiger Claw est un raid aérien britannique par porte-avions destiné à détruire le cuirassé allemand Tirpitz en mai 1944. Ce raid est annulé,.   .

## Littérature
- (en) Patrick Bishop, Target Tirpitz: X-Craft, Agents and Dambusters – The Epic Quest to Destroy Hitler's Mightiest Warship, Harper Press, 2012